# Paradoks Kano
Paradoks Kano – polega na tym, że w walce wręcz techniki mniej niebezpieczne dla zdrowia (na przykład chwyty) są w praktyce skuteczniejsze od technik bardziej destrukcyjnych czy brutalnych (na przykład wbijanie palców w oczy), ponieważ można je wielokrotnie przećwiczyć na żywym, stawiającym opór przeciwniku (sparingpartnerze), bez wyrządzenia mu krzywdy. Bardziej niebezpieczne techniki stwarzają natomiast zagrożenie dla ćwiczących, przez co wymuszają takie sposoby ich trenowania, które są mniej zbliżone do rzeczywistych warunków walki wręcz (np. markowanie ciosów czy wykonywanie technik z ograniczoną siłą lub szybkością). Ich doskonalenie jest więc bardziej czasochłonne i daje gorsze rezultaty niż analogiczny trening technik mniej niebezpiecznych.
Nazwa paradoksu pochodzi od nazwiska Jigoro Kano. Tworząc reguły i podstawy treningu judo, oparł się on na technikach tradycyjnego, przeznaczonego do użytku na polu walki jujutsu, eliminując jednak z nich elementy niebezpieczne dla zdrowia i życia. W 1886 roku w Tokio zorganizowano pod nadzorem policji turniej realnej walki wręcz, w którym uczniowie Kano zmierzyli się z mistrzami tradycyjnych stylów walki, m.in. reprezentantami Yoshin-ryu – wiodącej szkoły jujutsu. Z 16 walk judocy wygrali 13, udowodniając tym samym większą skuteczność technik judo oraz przyczyniając się do włączenia nauki tej dyscypliny do programu edukacji w japońskich szkołach. 